# Sperosoma armatum
Sperosoma armatum is een zee-egel uit de familie Echinothuriidae.
De wetenschappelijke naam van de soort werd in 1927 gepubliceerd door René Koehler.